# Nicht der Homosexuelle ist pervers, sondern die Situation, in der er lebt
Nicht der Homosexuelle ist pervers, sondern die Situation, in der er lebt (en español «No es perverso el homosexual, sino la situación en la que vive») es una película de 1971 dirigida por Rosa von Praunheim por encargo del Westdeutscher Rundfunk, una televisión pública de Alemania.
En la película se retrata la vida de muchos homosexuales de la subcultura gay de comienzos de la década de 1970 y la marginación que producía esa subcultura. La película no dirige su enfoque hacia los «opresores», sino a los homosexuales mismos. La tesis de la película es que la pésima situación en la que vivían los gais era causada por ellos mismos. La película defiende que los homosexuales debían superar su enorme miedo y salir de sus escondites, para ser solidarios y luchar juntos por un futuro mejor y con los mismos derechos que los demás.
Como consecuencia se convirtió en el desencadenante del movimiento gay moderno, tras Stonewall, en Alemania y los países de habla germánica. Pero a su vez fue muy polémica, convirtiéndose su emisión por la televisión en un escándalo.
Por razones de presupuesto, la película fue filmada como una película muda y se le añadió una voz en off más tarde.

## Argumento
El joven Daniel, llega desde la Provincia a Berlín y allí se encuentra con Clemens. Ambos viven su gran amor, viven juntos e intentan imitar un matrimonio burgués. Pero, después de cuatro meses juntos, se separan, ya que Daniel ha conocido a un hombre mayor y rico, y se traslada a vivir a la villa de este.
Un poco más tarde, Daniel es engañado con otro por su amante en una velada musical. Para él, Daniel era sólo un objeto. Daniel comienza a trabajar en una café gay, se viste a la última moda y se adapta enseguida a los ideales de la subcultura gay. Se deja querer y pasa su tiempo libre en la piscina. Por la noche sale por bares de gais y se hace cada vez más dependiente de sus varias aventuras sexuales.
Poco después descubre los placeres del sexo anónimo en parques y baños públicos, donde ve pro primera vez como se da una paliza a homosexuales mayores. Un día acaba a última hora en un bar de travestís, en el que se reúnen todos aquellos que todavía no han conseguido ligar para la noche. Allí se encuentra con Paul, que se lo lleva a su piso compartido.
El grupo discute con Daniel sobre los problemas de la vida de los homosexuales y le aclaran que lleva una vida muy superficial. Su misión como homosexual emancipado debe ser reconocerse como tal y contribuir activamente a conseguir contenidos más allá de la moda y el sexo. Le proponen entrar en una organización política y, junto con otros gais, reflexionar sobre las diferentes formas de convivencia de las personas.

## Significado histórico
El 1 de septiembre de 1969 se liberalizó el artículo 175 del código penal alemán. A partir de ese momento la homosexualidad voluntaria entre adultos ya no era delito. Como consecuencia, lentamente comenzó la vida gay pública en Alemania.

La película estaba marcada por la ira y la frustración que se había acumulado en mi vida de homosexual en Berlín hasta ese momento. Estaba convencido de que no podíamos esperar por siempre, pasivos a la bondad de la sociedad para que cambiase algo en nuestro favor.[…] Nuestra película debía provocar, sacar a gais y heterosexuales de su tranquilidad y estimular la conversación. No queríamos de ninguna forma una película que glorificara o se compadeciera de los gais. Era importante para nosotros mostrar la jodida situación de los gais sin maquillar, […]
Praunheim

Praunheim fue asesorado por el entonces sociólogo Martin Dannecker, que más tarde se convertiría en sexólogo, y que en aquel momento trabajaba junto con Reimut Reiche en un estudio sobre el «homosexual corriente»; el estudio, titulado «Der gewöhnlicher Homosexuelle» se editó en 1974 en la editorial S. Fischer. Dannecker también participó en el guion y el título de la película es una cita de su libro.
La película fue estrenada el 3 de julio de 1971 dentro del Festival Internacional de Cine de Berlín de 1971 en el Forum des jungen Films («Foro del cine joven»). En la presentación en cines se produjeron a menudo discusiones espontáneas y ese mismo año se fundaron la Homosexuelle Aktion Westberlin (HAW) en Berlín y la Rote Zelle Schwul (ROTZSCHWUL) en Fráncfort del Meno. En la televisión, la película fue emitida por primera vez el 31 de enero de 1972 por la noche, en el Westdeutscher Rundfunk (WDR), la misma televisión pública que había encargado su realización, en la tercera cadena pública alemana. La emisión paralela prevista en el ARD, fue cancelada poco antes de la emisión.
En 1972 se realizó en Münster la primera manifestación gay de la historia de la República Federal de Alemania.
La ARD emitió la película un año después, el 15 de enero de 1973 en la primera cadena pública. como consecuencia, el Bayerischer Rundfunk, la cadena pública bávara, dejó de emitir por primera vez en la historia el programa habitual durante ese tiempo, al igual que haría en 1977 con la emisión de Die Konsequenz y en 1990 con la emisión del primer beso entre homosexuales en la televisión en la serie Lindenstraße.
El título se cita a veces de forma incorrecta como Nicht der Homosexuelle ist pervers, sondern die Welt, in der er lebt! («¡No es perverso el homosexual, sino el mundo en el que vive!»), lo que, según como se interprete, contradice la intención de la película.

## Citas
Debido a que los homosexuales son despreciados como enfermos e inferiores por el filisteo, procuran convertirse en más filisteos para disminuir sus sentimientos de culpa con un exceso de virtudes burguesas. Son políticamente pasivos y se comporten de forma conservadora como agradecimiento de que no sean apaleados. Los gais se avergüenzan de su disposición, puesto que se les ha inculcado en siglos de educación cristiana cuan puercos son. Así huyen lejos de esa cruel realidad en el mundo romántico del estereotipo y de los ideales. Sus sueños son los de los ilustrados, los sueños una persona a cuyo lado salen del disparate del día a día hacia un mundo que está formado solamente de amor y romanticismo. No es perverso el homosexual, sino la situación en la que deben vivir.

Debemos organizarnos. Necesitamos mejores bares, necesitamos buenos médicos y necesitamos protección en el puesto de trabajo.
¡Haceos orgullosos de vuestra homosexualidad!
¡Fuera de los retretes! ¡A las calles!
¡Libertad para los gais!

## Críticas
- Vincent Canbys, New York Times: Una llamada militante marxista para el fin de la opresión de los gais.
- queerfilm.de, 2001: Completamente en el estilo de lo 70, la película es un documento cinematográfico del movimiento gay y su época. Aunque las ganas de experimentar causan confusión a algunos espectadores, ya que por ejemplo ¡hay una escena muda de 10 minutos! La película también es notable por su muestra del ambiente gay de comienzos de la década de 1970. sin tabúes, muestra escenas nunca vistas hasta entonces de sexo en baños públicos o e parques. Nicht der Homosexuelle ist pervers, sondern die Situation, in der er lebt es un documento de la época, cuya valentía y fuerza todavía impresionan hoy.

## Otros datos
- Título inglés: It Is Not the Homosexual Who Is Perverse, But the Society in Which He Lives
- Título ruso: Извращенец не гомосексуалист, а общество
- Título italiano: Non è l'omosessuale ad essere perverso, ma la situazione in cui vive